# Ercole al centro della Terra
Ercole al centro della Terra (bra: Hércules no Centro da Terra; prt: Hércules, o Conquistador) é um filme italiano  de 1961, dos gêneros aventura, ação, fantasia e horror, dirigido por Mario Bava.

## Enredo
Hércules e Teseu são emboscados por mercenários que recuam após reconhecerem Hércules. Os mercenários relatam o fracasso ao seu mestre, Lico, que os executa. Hércules segue para Ecalia para se casar com Deianara, sem saber que seu tio Lico a hipnotizou em um estado de morte-viva para usurpar o trono. Lico engana Hércules, culpando a condição de Deianara pelas suas ausências e pela morte de seu pai. Kyros, que conhece a verdade, é assassinado antes de revelá-la a Hércules.
Lico sugere que Hércules procure conselhos do oráculo Medeia, que revela que a alma de Deianara está presa e só pode ser libertada com a Pedra de Plutão, que está no Hades. Para entrar e sair do Hades em segurança, Hércules deve primeiro obter o pomo de ouro das Hespérides. Junto com Teseu e Telemaco, Hércules comanda um navio mágico e navega para o Hades. Eles enfrentam vários perigos, incluindo as canibais Hespérides e o golem Procrustes. Hércules obtém o pomo de ouro e derrota Procrustes, abrindo o portal para o Hades.
No Hades, Hércules garante a Pedra de Plutão, enquanto Teseu é distraído por Perséfone, filha de Plutão. Retornando a Ecalia, Hércules revive Deianara, mas enfrenta hostilidade dos habitantes amaldiçoados. Teseu, sob a influência de Perséfone, se opõe a Hércules. Medeia avisa que Teseu deve renunciar a Perséfone para evitar o caos. Durante uma luta entre Hércules e Teseu, Perséfone parte, apagando a memória de Teseu sobre ela.
Hércules confronta Lico, que tenta sacrificar Deianara para consolidar seu domínio. Hércules luta contra o exército de mortos-vivos de Lico até o amanhecer, quando Lico perece. A maldição é quebrada. No dia seguinte, Teseu, inconsciente dos eventos, se reúne com Jocasta. Hércules e Deianara olham para um futuro pacífico juntos.

## Produção
O filme foi originalmente concebido sob o título Ercole nel regno dei morti ("Hércules no reino dos mortos"), mas posteriormente é renomeado como Ercole contro i vampiri ("Hércules contra os vampiros") para capitalizar a presença na tela de Christopher Lee, que na época era muito reconhecido pelo seu papel de Drácula nos filmes da Hammer Film Productions. No entanto, esse plano foi frustrado com o lançamento de Maciste contro il vampiro pouco antes. Assim, o filme de Mario Bava foi rebatizado como Ercole al centro della terra aproveitando o sucesso de bilheteria do filme Journey to the Center of the Earth.

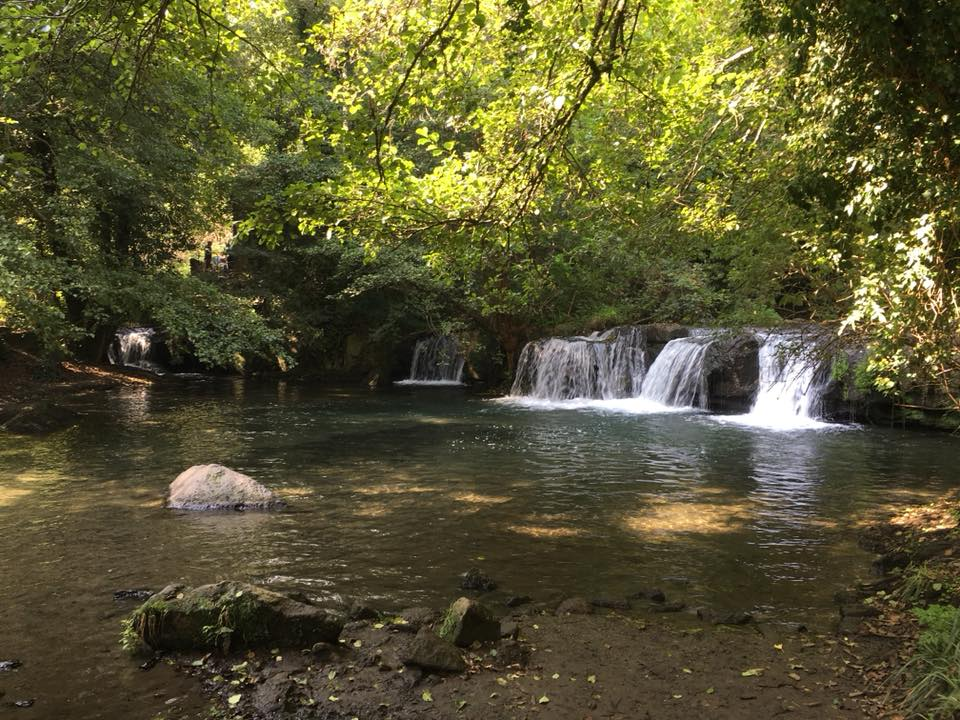
As cascatas de Montegelato, nas imediações de Roma, uma das locações do filme.

A produção de Ercole al centro della terra foi realizada de forma independente pela SPA Cinematografica na Cinecittà, com recursos mínimos. Bava, conhecido por sua habilidade criativa, desafiou-se a filmar todo o longa-metragem usando apenas uma parede segmentada de portas e janelas, juntamente com quatro colunas móveis. As locações foram limitadas às praias de Tor Caldara (em Anzio) e às quedas pitorescas das Cascatas de Montegelato (em Mazzano Romano), enquanto os cenários internos foram montados e rearranjados utilizando apenas os elementos mencionados, com as colunas brancas sendo multiplicadas por espelhos e iluminação colorida. As filmagens aconteceram dentro de um cronograma de três semanas, entre maio e junho de 1961.
Vários elementos do cenário e do figurino foram reutilizados de outros filmes: a máscara usada por Medeia já havia aparecido em La dolce vita, o trono da rainha das Hespérides é de Antinea, l'amante della città sepolta e as colunas foram reaproveitadas de I giganti della Tessaglia.
Embora tenha sido produzido com recursos modestos, Ercole al centro della terra foi filmado no formato Totalscope Super/100, conferindo-lhe uma sensação de grandeza visual. Mario Bava, além de dirigir o filme, também cuidou da cinematografia e supervisionou os efeitos especiais, demonstrando sua versatilidade e dedicação à produção cinematográfica.
O filme foi fotografado em cores vibrantes usando um processo de três tiras da Technicolor, o que garantiu uma reprodução rica e vívida das cores na tela. Apesar dos desafios técnicos e do prazo apertado de três semanas para a filmagem, Bava manteve-se calmo e focado no set, mesmo diante de incidentes como o riso incontrolável dos atores Christopher Lee e Reg Park durante uma cena de batalha.
Curiosamente, Reg Park, intérprete de Hércules, optou por invocar o nome "Jesus" ao invés de "Zeus" nas cenas em que seu personagem apela ao pai imortal, refletindo sua fé religiosa. Enquanto isso, Christopher Lee, no papel de Lico, teve sua voz dublada por outro ator, uma prática comum nos filmes europeus da época.

## Elenco
- Reg Park ....... Hércules
- Christopher Lee ....... rei Licos

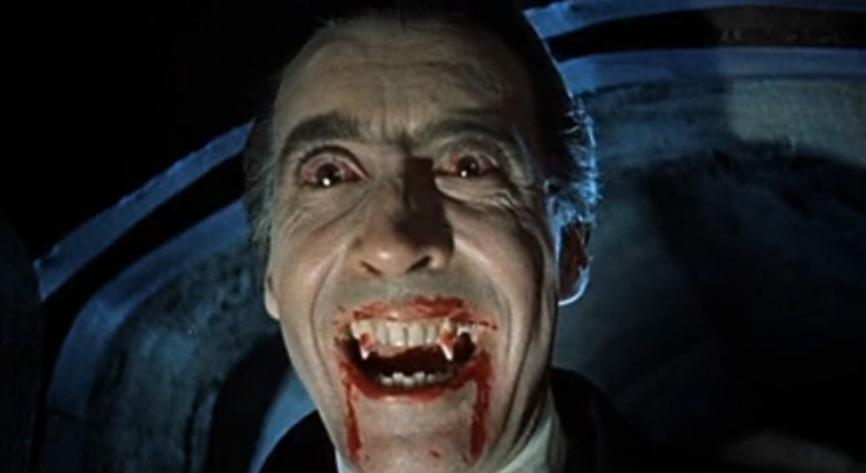
Christopher Lee como o personagem-título em Drácula (1958)

- Leonora Ruffo .......  princesa Djanira
- Giorgio Ardisson ....... Teseu
- Marisa Belli ....... Aretusa
- Ida Galli ....... Perséfone
- Franco Giacobini ....... Telêmaco
- Mino Doro ....... Keros
- Rosalba Neri ....... Helena
- Ely Drago ....... Jocasta
- Gaia Germani .......  Medeia
- Raf Baldassarre .......  líder dos degoladores
- Elisabetta Pavan .......  Tamar
- Aldo Pedinotti ....... Sunis
- Claudio Marzulli

## Trilha sonora
A trilha sonora de Ercole al centro della terra foi responsabilidade de Armando Trovajoli, músico inovador no cenário do jazz italiano e um prolífico compositor de trilhas sonoras para o cinema. Para o filme, Trovajoli criou uma trilha mais atmosférica do que melódica, em harmonia com a abordagem visual de Bava. A música introdutória de Hércules é leve e cintilante, reminiscente das composições de Enzo Masetti para os filmes de Francesco Rosi, enquanto as cenas de ação são realçadas por padrões ascendentes de trompas staccato. Para a escalada de Hércules em direção ao pomo de ouro, padrões ascendentes de cordas conferem uma sensação de esforço e tensão. Instrumentos predominantes como o clarinete baixo e a viola evocam uma solidão melancólica e uma sensação de sombra e intriga sobrenatural.
As aparições de Deianara são acompanhadas por uma música etérea e amorfa, intercalando ostinatos oníricos e madeiras sinuosas. Trovajoli também demonstrou habilidade em destacar cortes e revelações súbitas de Bava com efusões tremulantes, similares às usadas por Carlo Rustichelli em suas colaborações com Bava. Uma das passagens mais memoráveis é a música hipnótica e progressivamente narcótica que acompanha a jornada dos heróis à terra das Hespérides, que, combinada com a mise-en-scène desorientadora de Bava, confere um aspecto psicodélico à sequência, verdadeiramente à frente de seu tempo.
Curiosamente, várias trilhas notáveis de Ercole al centro della terra também podem ser ouvidas em Il gigante di Metropolis, um filme de ficção científica dirigido por Umberto Scarpelli e lançado contemporaneamente. A produção de Scarpelli, que compartilha semelhanças visuais com o trabalho de Bava, estreou nos cinemas de Roma duas semanas antes, em 26 de outubro de 1961.
Em 2009, a Opera Theater Oregon de Portland encomendou para o compositor Patrick Morganelli uma ópera com libreto em inglês baseada no filme italiano. Hercules vs. Vampires substituiu a trilha sonora original de Trovajoli por uma trilha operística, e ao mesmo tempo que a película é projetada e o diálogo cantado dubla os atores em ação na tela. A peça teve sua estreia mundial em Portland em maio de 2010, e em abril de 2015 foi encenada pela Los Angeles Opera.

## Efeitos visuais

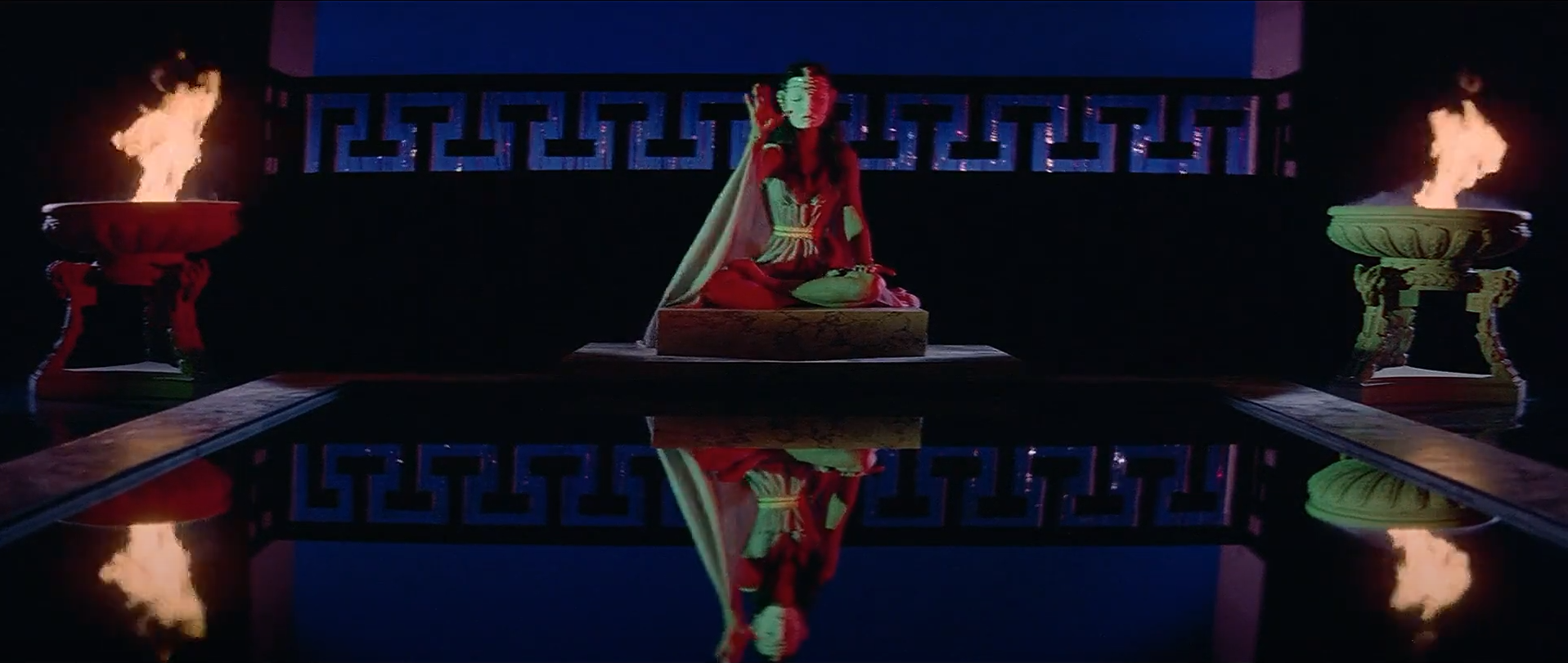

O cinema italiano retratou pela primeira vez a descida de um herói ao submundo no filme Maciste all'inferno (1925), baseado em parte no livro inicial da Divina Comédia de Dante e dirigido por Guido Brignone. Os efeitos especiais deste trabalho foram creditados a Segundo de Chomón, com assistência de Eugenio Bava, que contribuíram com miniaturas, maquetes e truques de câmera. Eugenio Bava envolveu-se na criação de cenas específicas para o filme, proporcionando uma experiência nostálgica ao trabalhar mais tarde com seu filho Mario em Ercole al centro della terra. Mario Bava, um mestre dos efeitos especiais italianos, trabalhou ao lado de Aristide Massaccesi (futuramente conhecido como Joe D'Amato) em Ercole al centro della terra. Massaccesi atuou como segundo operador de câmera em algumas cenas e se envolveu em vários truques de efeitos especiais.
Mario Bava empregou uma variedade de métodos criativos para criar visuais impressionantes e atmosferas únicas ao longo do filme. O uso de matizes de vidro (Matte Painting) é evidente em várias cenas, como na criação da cidade de Ecalia, combinando recortes fotográficos e elementos pintados para formar um cenário pitoresco. As sombras e animações de fumaça adicionaram profundidade a essas cenas, criando um ambiente visualmente intrigante. Exposições duplas foram empregadas de forma engenhosa, como na cena do trono de Lico no palácio, onde um teto aberto foi provavelmente adicionado opticamente para movimentar colunas e atores. Essa técnica permitiu uma maior flexibilidade na construção de cenários.
Outra técnica notável foi a tela dividida em uma cena que apresentava um navio mágico navegando sob uma lua cheia em direção a um horizonte vermelho sangue. A combinação de miniaturas e tanque de nuvens criou um efeito visual hipnótico, e a transição suave entre elementos proporcionou um toque de magia à cena. Efeitos de sobreposição foram amplamente utilizados para enfatizar a ação e criar ilusões de profundidade. Por exemplo, em cenas de Hércules escalando árvores, a sobreposição de imagens o mostrava em diferentes alturas, dando a sensação de uma ascensão realista. O filme também apresentou transformações impressionantes, como a mulher acorrentada se transformando em chamas, obtida através de efeitos ópticos habilmente executados.

## Versões internacionais
Ercole al centro della terra existe em duas versões distintas em inglês: Hercules in the Center of the Earth, o corte italiano exportado e lançado na Grã-Bretanha em fevereiro de 1963, e Hercules in the Haunted World, a versão reeditada e remasterizada para o mercado americano, lançada em abril de 1964.
Segundo o pesquisador e crítico Tim Lucas, a versão original italiana é mais séria em tom comparada às versões dubladas em inglês e a trilha sonora de Armando Trovajoli é mais preeminente, enriquecendo as imagens. Além disso, os diálogos são mais elegantes e fica evidente que Teseu está possuído por Perséfone. Contudo, a versão italiana carece de explicações sobre certos elementos, como as vinhas sangrentas no inferno, detalhadas nas versões inglesas.
O produtor Achille Piazzi financiou a preparação da versão britânica Hercules in the Center of the Earth, dublada em Roma e que foi posteriormente adquirida pelos distribuidores americanos Bernard e Lawrence Woolner. Estes contrataram Hugo Grimaldi para tornar o filme mais atraente comercialmente, o que resultou em várias alterações significativas no roteiro e na montagem. A versão americana estreou em um programa duplo com Castle of Blood (Danza Macabra), filme de terror dirigido por Antonio Margheriti e Sergio Corbucci, e inclui uma introdução psicodélica aos créditos principais. 

## Recepção
O filme teve uma receita global de 398 milhões de liras, valor considerado discreto para a época. Mesmo os críticos normalmente simpáticos ao trabalho de Mario Bava receberam este peblum com menos entusiasmo. Após o lançamento de Hercule contre les vampires em Paris no início de maio de 1962, o periódico francês Midi-Minuit Fantastique publicou uma crítica do editor Michel Caen, onde percebe-se um tom exasperado.
Seguindo a estreia em solo britânico de Hercules in the Center of the Earth, um texto não creditado no Monthly Film Bulletin sugeriu que "o tipo de arrepio que Bava proporciona não é muito assustador nem muito original", apesar de elogiar o design de produção e os efeitos especiais. Outra resenha contemporânea, publicada no The Globe and Mail, descreve o filme como "particularmente horrível", especialmente a atuação de Reg Parks e a grande confusão com a mitologia, além de descrever a dublagem em inglês como cafona.
No Brasil, Hércules no centro da Terra foi distribuído pela Condor Filmes e estreou na cidade do Rio de Janeiro no fim de 1963. A recepção no geral foi desfavorável. Como exemplo, em uma resenha publicada na Tribuna da Imprensa, o crítico Ely Azeredo afirmou que o longa "pertence à mais ridícula área do cinema italiano: as aventuras dos heróis de músculos hipertrofiados [...]. Mistura elementos mitológicos com lugares-comuns dos filmes pseudo-fantásticos e pseudo-terroríficos".
O Conselho de Cinema do Correio da Manhã, coluna coletiva publicada quinzenalmente e com cotações que iam de • (sem comentários) a cinco estrelas (excepcional), também seguia a tendência de recepção. Dos dez críticos que faziam parte da coluna, apenas três se manifestaram sobre a fita italiana: Paulo Perdigão e Salvyano Cavalcanti de Paiva deram uma bola bola preta, e José Lino Grünewald deu apenas 1 estrela.

## Elementos mitológicos

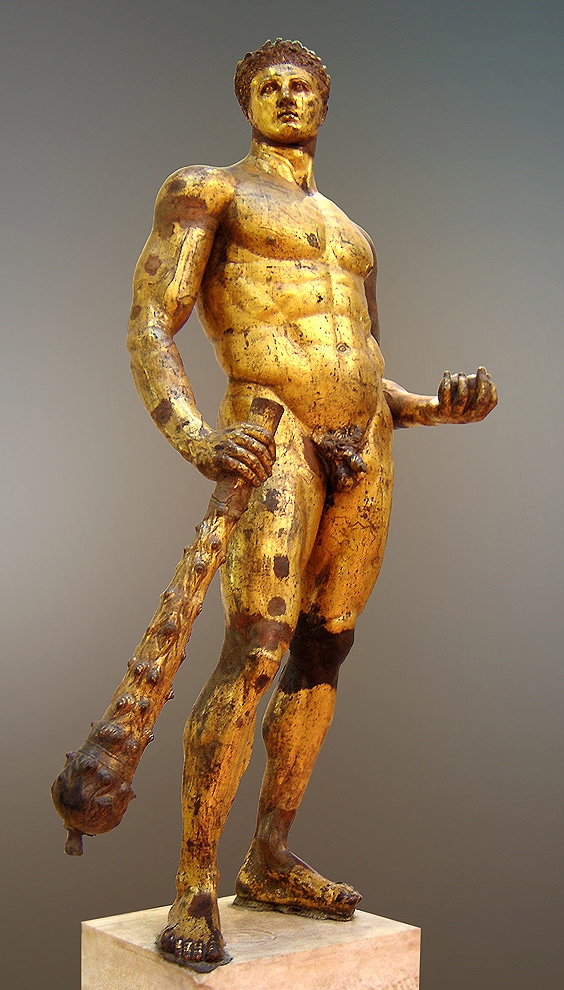
Estátua de Hércules segurando o pomo de ouro das Hespérides.
Bronze dourado, criação romana do século II. a.C. encontrado no Fórum Boário, século XV.
Museus Capitolinos, Roma

Ercole al centro della terra tem suas raízes nos undécimo e duodécimo trabalhos do herói mítico grego Hércules. Segundo a mitologia, Hércules casou-se com Mégara, filha do rei de Tebas. Enlouquecido por Hera, a esposa ciumenta de Zeus, Hércules matou sua esposa e filhos. Ao reestabelecer a sanidade, exilou-se de Tebas e submeteu-se à misericórdia de seu primo Euristeu, rei de Micenas, por doze anos. Se, ao final desse período, ele cumprisse todas as exigências absurdas do rei, seria perdoado por seus crimes e receberia o dom da imortalidade.
Depois de completar as dez primeiras tarefas, Euristeu desejou ver Cérbero, o lendário cão de três cabeças que guarda os portões do Hades. Hércules foi ordenado a tomar emprestado o monstro de Plutão e foi acompanhado em sua descida por Mercúrio, o patrono dos viajantes, e Minerva, a deusa romana da sabedoria - não por Teseu e Telêmaco, como no filme. Plutão permitiu que Hércules levasse Cérbero à luz do dia, desde que ele realizasse a façanha com suas próprias mãos. (Em algumas versões do mito, Hércules teve que forçar Plutão a consentir.) Hércules dominou Cérbero, levou o animal aos pés de Euristeu e depois o devolveu ao Hades. Durante essa aventura, Hércules aproveitou para libertar Teseu, um amigo preso no submundo por tentar imitar seus feitos ao raptar Perséfone.
A tarefa final de Hércules foi recuperar o pomo de ouro das Hespérides. Esse fruto foi um presente de casamento dado a Hera pela deusa da Terra, sendo vigiado pelas filhas da Noite e por um feroz dragão. Existem duas versões do mito; em uma, Hércules mata o dragão e busca o pomo ele mesmo, enquanto em outra, ele pede a Atlas, pai das Hespérides, para obter o pomo de suas filhas, assumindo o peso do mundo nos ombros durante a ausência de Atlas.
"Ercole al centro della terra" lida de forma livre com essas bases míticas, comprimindo essencialmente esses trabalhos finais em uma única aventura. Em outros aspectos, distorce e parodia a mitologia greco-romana. Procusto - um ladrão famoso por esticar e amputar vítimas para ajustá-las ao tamanho de sua cama - é retratado como um golem infantil e absurdo. Foi um dos feitos mais famosos de Teseu livrar o mundo de Procusto, mas essa glória é atribuída a Hércules no filme.
Na Odisseia de Homero, Telêmaco é o filho de Odisseu, um jovem de porte naturalmente régio. No filme de Bava, Telêmaco é um alívio cômico de físico franzino. Embora os mitos não contem aventuras compartilhadas por Hércules e Telêmaco, ambos foram orientados por Minerva, que acompanhou Hércules em sua descida ao Hades e conduziu Telêmaco de volta para casa para defender sua mãe Penélope dos pretendentes na ausência de seu pai.
O paralelo mítico mais próximo para o vilão do filme, Lico, é Licas, um amigo de Hércules. Muitos anos após o casamento de Hércules, quando Dejanira soube do interesse de seu marido por Iole, ela arranjou para que Licas levasse a ele uma túnica tingida com o sangue letal de um centauro. Sentindo-se envenenado, Hércules lançou o inconsciente Licas ao mar em um gesto final de raiva e vingança.